# Juan Orlando Hernández
Juan Orlando Hernández (Gracias, 28 ottobre 1968) è un politico honduregno, che ha ricoperto la carica di Presidente dell'Honduras dal 27 gennaio 2014 al 27 gennaio 2022.
Esponente del Partito Nazionale dell'Honduras, è stato eletto alle elezioni presidenziali del 2013.
Il Presidente è stato rieletto nel 2017 dopo un voto ritenuto fraudolento dall'opposizione e dagli osservatori internazionali. Il governo dichiara lo stato di emergenza. Circa 30 dimostranti sono stati uccisi e più di 800 arrestati. Secondo le Nazioni Unite e la Commissione interamericana per i diritti umani, "molti di loro sono stati trasferiti in installazioni militari, dove sono stati brutalmente picchiati, insultati e talvolta torturati".
Nell'ottobre 2019 ha promosso, su richiesta dell'FMI, una serie di privatizzazioni scatenando così una serie di manifestazioni di protesta in difesa della salute e dell'educazione pubblica.
Il 18 ottobre dello stesso anno, un tribunale federale di New York ha riconosciuto suo fratello Juan Antonio colpevole del reato di traffico di droga. Nel corso del dibattito processuale l'accusa ha sostenuto la tesi che tanto il presidente honduregno quanto il suo predecessore Porfirio Lobo hanno potuto vincere le elezioni grazie anche ai proventi del narcotraffico. La condanna, così come le gravi accuse formulate dai pubblici ministeri americani, hanno spinto l'opposizione a richiedere ancora una volta le dimissioni di Hernández e portato migliaia di persone a protestare per le strade. Nel 2021 la giustizia statunitense ha accusato Hernández di essere legato al narcotraffico.
Il 7 febbraio 2022 il segretario di Stato americano Antony Blinken ha compreso il nome Hernández, che da una decina di giorni non ricopriva più l'incarico di presidente dell'Honduras, all'interno di una lista di funzionari politici corrotti. Il 14 febbraio successivo la giustizia statunitense ne ha richiesto l'estradizione per reati legati al traffico di droga e alla corruzione. Il giorno seguente Hernández è stato arrestato dalla polizia honduregna nella sua casa di Tegucigalpa per essere poi definitivamente estradato negli Stati Uniti il 21 aprile 2022.